# Homosexualität in Mosambik

Geografische Lage von Mosambik

Homosexualität ist in Mosambik gesellschaftlich kaum tabuisiert, wird aber in der Öffentlichkeit nicht stark thematisiert.

## Rechtliche Situation
Ein Strafgesetz, das ausdrücklich homosexuelle Handlungen unter Strafe stellt, besteht in Mosambik nicht. Das Strafgesetzbuch enthielt bis 2015 aber eine Strafbestimmung, die Handlungen gegen die Natur mit Gefängnisstrafen belegte. Nach Angaben der Organisation ILGA wurde diese Strafbestimmung auch auf sexuelle Handlungen zwischen gleichgeschlechtlichen Personen in der strafrechtlichen Anwendung ausgedehnt. Tatsächlich aber gibt es wenige bis keine Berichte aus Mosambik, wo dieses Gesetz gegen homosexuelle Menschen in den letzten Jahren durchgesetzt wurde. Die Justizministerin von Mosambik Benvinda Lev erklärte 2011, dass homosexuelle Handlungen in ihrem Lande nicht unter Strafe ständen. Am 29. Juni 2015 trat das neue Strafgesetzbuch in Kraft, mit dem Handlungen gegen die Natur nicht mehr unter Strafe stehen.

## Antidiskriminierungsgesetze
Seit 2007 besteht in Mosambik ein gesetzlicher Schutz aufgrund der sexuellen Orientierung in Beschäftigungsverhältnissen.

## Anerkennung gleichgeschlechtlicher Paare
Eine staatliche Anerkennung von gleichgeschlechtlichen Paaren besteht weder in der Form der Gleichgeschlechtlichen Ehe noch in einer Eingetragenen Partnerschaft.

## Gesellschaftliche Situation
Mosambik gilt im Vergleich zu benachbarten ostafrikanischen und südafrikanischen Staaten (positive Ausnahme Südafrika) als eher toleranter Staat gegenüber LGBT-Personen. Eine kleine LGBT-Community, die aber nicht mit den Maßstäben in westlichen Industriestaaten vergleichbar ist, findet sich vorrangig in der Hauptstadt Maputo.